# Stift Engelszell

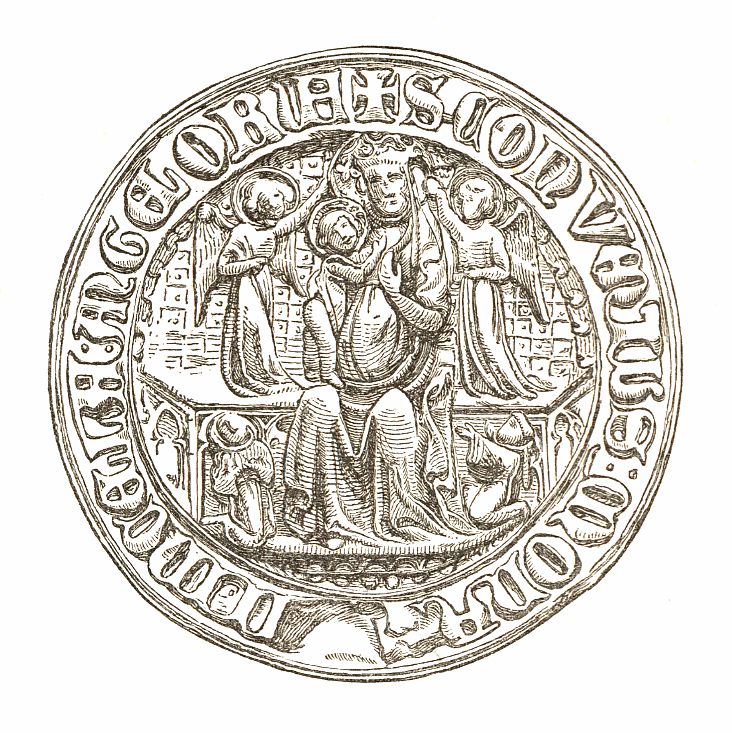
Siegel der Zisterziensermönche aus mittelalterlicher Zeit

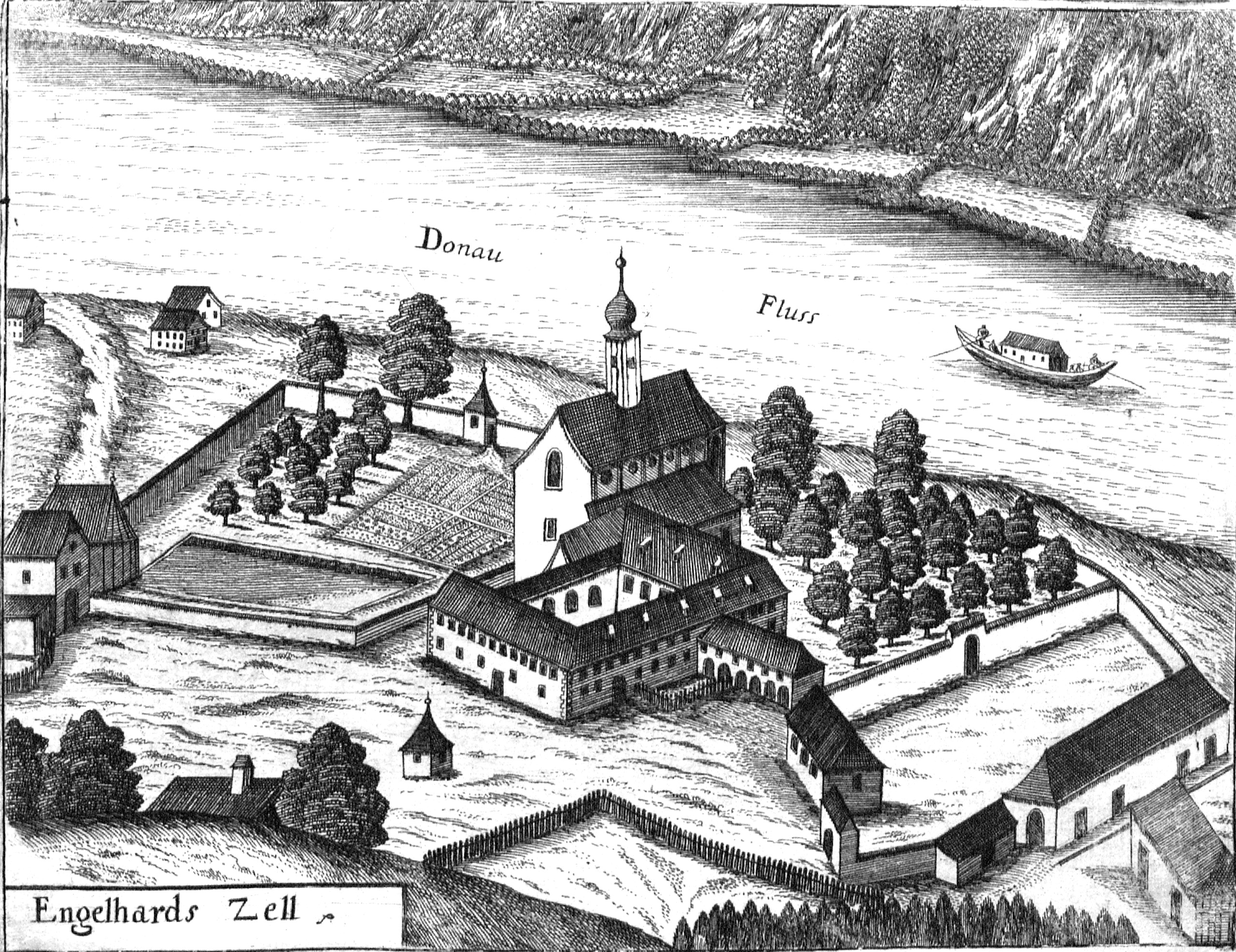
Stift Engelszell um 1674. Stich von Georg Matthäus Vischer

Stift Engelszell (lat. Abbatia Cella Angelorum) ist eine in Auflösung befindliche Trappisten-Abtei in der Nähe des Ortes Engelhartszell im Innviertel in Oberösterreich. Im Mai 2023 hat der Generalabt des Trappistenordens, Dom Bernardus Peeters die Auflösung des Konvents bekanntgegeben und Dom Samuel Lauras, den Abt von Nový Dvůr/Tschechien zum monastischen Kommissar eingesetzt, der mit der Veräußerung der Abteigebäude beauftragt ist.

## Geschichte

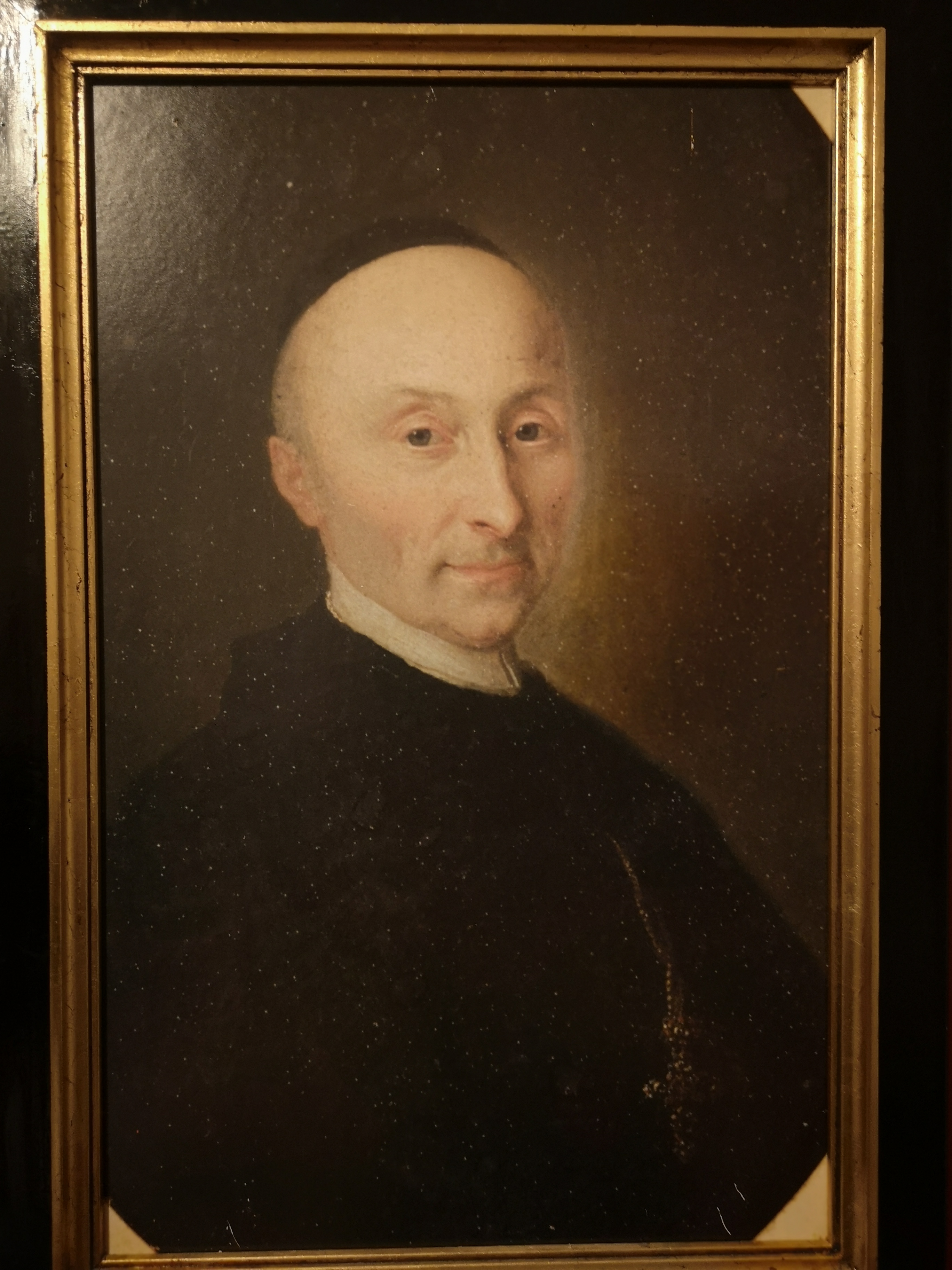
Prälat Leopold Reichl, 1747 bis 1786 Abt des Stiftes Engelszell

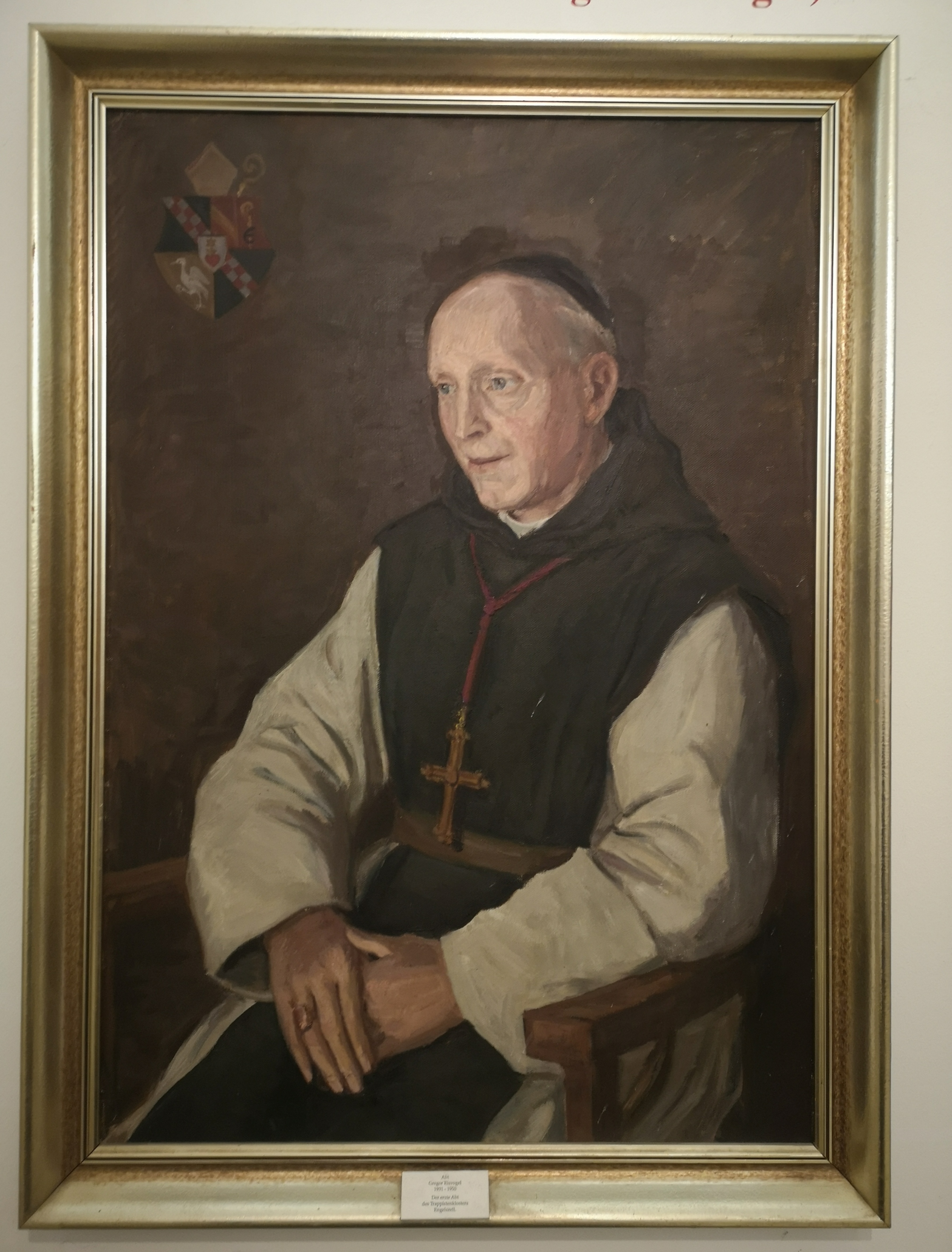
Gregorius Eisvogel, 1931–1950 erster Trappistenabt in Engelszell

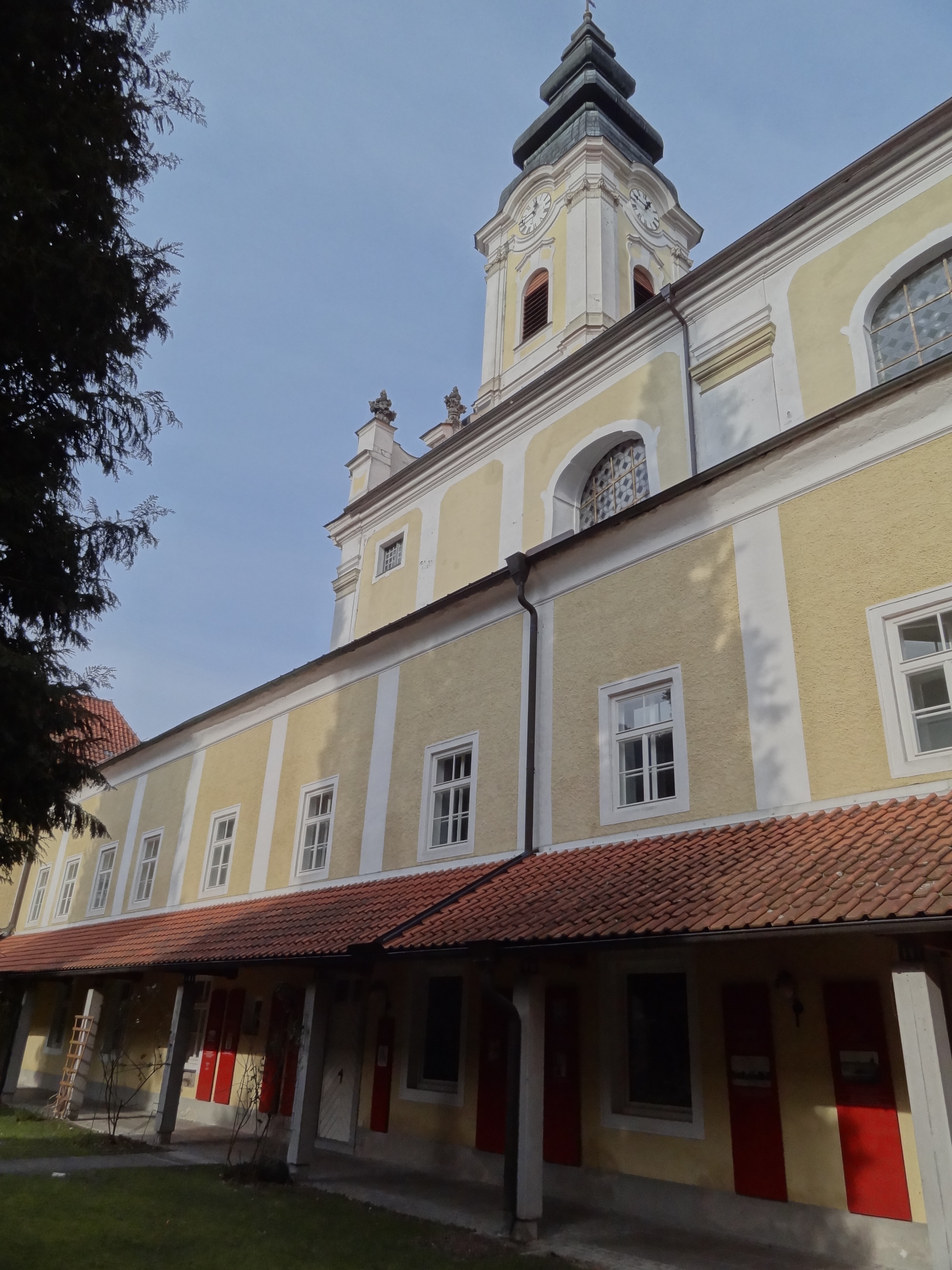
Teilansicht der Klosteranlage

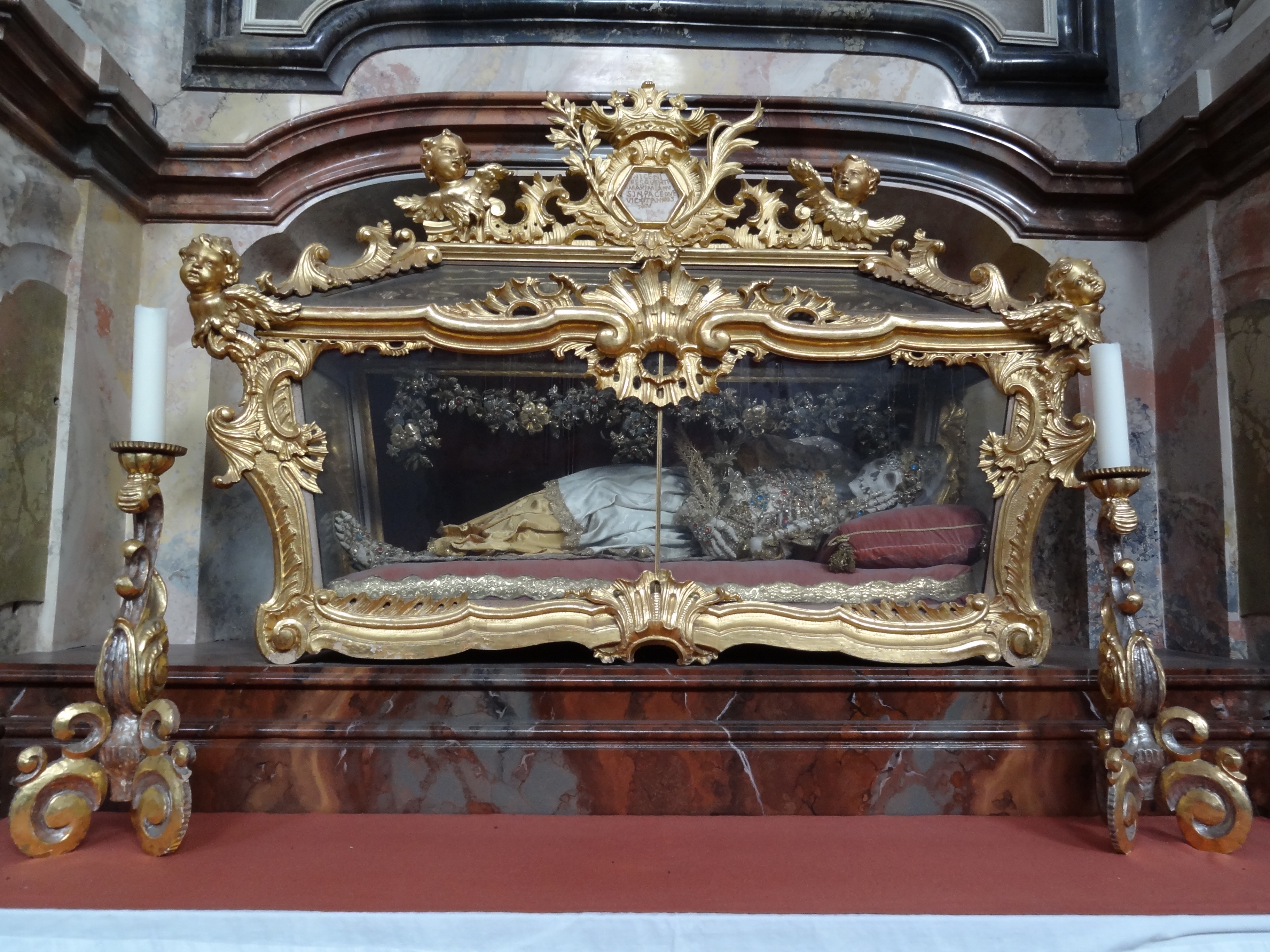
Prachtvoller Schrein mit Ganzkörperreliquie

Das Zisterzienserkloster wurde am 12. März 1293 durch Bischof Bernhard (Wernhart) von Prambach, Fürstbischof von Passau, gegründet und 1295 von Wilheringer Mönchen besiedelt. Als Tochterkloster des Stiftes Wilhering gehörte es der Filiation der Primarabtei Morimond an.
Von Prambach bekräftigte in der Stiftungsurkunde, er habe jenen Ort an der Donau, den man jetzt Cella Angelica (Engelszelle) nennt, für die Situierung eines Zisterzienserklosters besonders geeignet gehalten. An dieser Stätte, die seit urdenklichen Zeiten Anlass zu Streit und Fehde zwischen dem Bistum Passau und seinen Nachbarn gegeben hatte, sollten 12 Zisterzienser-Mönche aus Wilhering als „wahre Söhne des Friedens“ für alle Zeiten Ruhe und Ordnung stiften. Zudem würde die unwirtliche Gegend kultiviert, und es entstünde auf halbem Wege zwischen Eferding und Passau ein Gotteshaus und eine Herberge für Pilger und Durchreisende.
Die Reformationszeit brachte dem Stift wirtschaftlichen und geistigen Niedergang. 1571 hatte eine Pestepidemie innerhalb von drei Wochen alle Insassen hinweggerafft, und künftighin verwalteten Administratoren den Grundbesitz und die Einkünfte der dazugehörigen Grundherrschaft. Der Konvent war von 1577 bis 1618 aufgehoben und wurde erst nach und nach wieder mit Wilheringer Mönchen besiedelt.
Im Jahr 1699 brannten die Gebäude bis auf den Kapitelsaal nieder, auch die Klosterkirche wurde schwer in Mitleidenschaft gezogen. Die verschuldete Ordensgemeinschaft wurde bis 1740 von Wilhering aus verwaltet. Während der Amtszeit des Abtes Leopold Reichl entstanden das barocke Kloster- und Kirchengebäude sowie einige Auf- und Anbauten. Der Fürstbischof von Passau, Graf Leopold Ernst von Firmian, konsekrierte 1764 die neuerbaute Stiftskirche. Ab 1785 gehörte Engelhartszell zur neu errichteten Diözese Linz, die unter Kaiser Joseph II. vom Bistum Passau abgetrennt wurde.
Im Fürstenzimmer des Stiftes, mit dem Erker im ersten Stock zur Besucherseite hin, wurde 1746 der Pandurenoberst Franz Freiherr von der Trenck vom kaiserlichen Oberwachtmeister Frohn verhaftet und auf der Donau mit einem Kahn nach Wien gebracht. Dort wurde er nach Wien gebracht, dort zum Tode verurteilt und von Kaiserin Maria Theresia zu lebenslanger Haft begnadigt.
Am 8. Mai 1786, einen Tag nach dem Tod von Abt Leopold Reichl, wurde das Kloster durch Kaiser Joseph II. im Zuge der Säkularisation aufgehoben. Die Einrichtung wurde verkauft. Wertgegenstände wie Silber und Bücher wurden konfisziert, die Orgel kam nach Linz und Bestände der Bibliothek nach Wien. Die Dokumente des Archivs wurden als „wertloses Papier“ vernichtet. In der Folge war im Klostergebäude bis 1810 die Wiener Porzellanfabrik untergebracht und es diente als repräsentativer Wohnsitz, unter Kaiser Napoleon I. für Feldmarschall Carl Philipp von Wrede, nach 1868 für die Grafen Pachta von Burg Vichtenstein.
1798 fanden 254 Trappistenmönche, Nonnen und Kinder während ihrer monastischen Odyssee im Stift Engelszell vorübergehend Zuflucht, darunter 60 Knaben und 40 Mädchen aus den Schulen des von Augustin de Lestrange gegründeten Dritten Ordens. Die Mönche von La Trappe mussten 1791 wegen der Revolution Frankreich verlassen und 1798 nach dem Einmarsch Napoleons in der Schweiz auch die Kartause La Valsainte.
1925 fanden die aus der elsässischen Abtei Oelenberg vertriebenen Trappisten, die zuvor im fränkischen Kloster Banz eine vorübergehende Bleibe gefunden hatten, in Engelszell ihr neues Zuhause. 1931 wurde Stift Engelszell zur Abtei erhoben, Prior P. Gregor Eisvogel zum Abt gewählt, und es erhielt durch Johannes Maria Gföllner, Bischof der Diözese Linz, im Stift Wilhering die Benediktion.
Von 1939 bis 1945, während des Anschlusses Österreichs an das nationalsozialistische Deutsche Reich, war Engelszell aufgehoben. Die Gestapo schloss 1939 das Kloster und vertrieb oder verhaftete die 73 Mönche. Fünf Brüder wurden in ein Konzentrationslager deportiert, vier starben dort. 23 Mönche kehrten nach Beendigung des Zweiten Weltkrieges im Mai 1945 nach Engelszell zurück und führten ihr monastisches Leben weiter. Fünfzehn deutsche, aus der Abtei Mariastern in Banja Luka geflohene Trappisten, die seit 1944 in Maria Veen gelebt hatten, kamen bis 1952 hinzu und verstärkten den Konvent. Die Ordensgemeinschaft wurde im Laufe der Zeit durch den Tod von Mönchen und ausbleibenden Nachwuchs immer kleiner, bis der Konvent schließlich 2023 aufgegeben werden musste. Von 1940 bis 1947 und von 1951 bis 2016 hatten die Barmherzige Schwestern vom hl. Vinzenz von Paul (Vinzentinerinnen) zur Ausübung des Pflegedienstes eine klösterliche Niederlassung in einem Flügel des Stiftes. Das von ihnen betreute Pflegeheim stand von 1945 bis 1997 unter der Rechtsträgerschaft der Trappisten und wurde danach von der Caritas übernommen.
Stift Engelszell bewirtschaftete etwa 120 Hektar Wald und 80 Hektar Anbaufläche. 2 Hektar davon sind Gartenland, genug um täglich bis 160 Personen zu verpflegen. Zusätzlich besitzt das Kloster gewerbliche Betriebe, ein kleines Elektrizitätswerk, eine Säge, eine Schlosserei und eine Schneiderei. Die Produkte der Likörfabrik und der Brauerei sind eine beachtliche Einnahmequelle.

## Stiftskirche

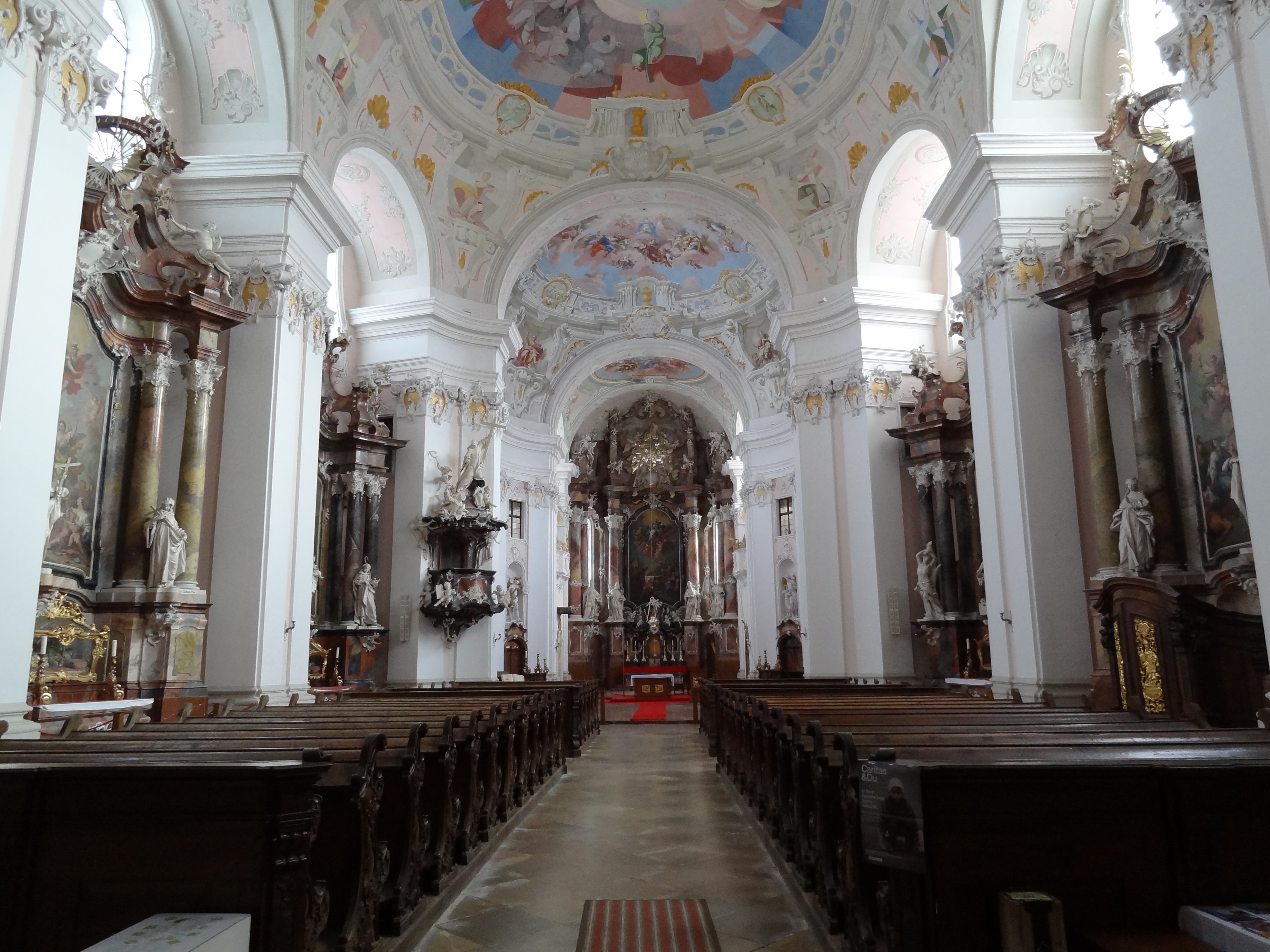
Innenraum der Stiftskirche

Die heutige Stiftskirche Engelszell, die von 1754 bis 1764 erbaut wurde, befindet sich an der Stelle einer früheren Kirche, von der noch gotische Bauteile erhalten sind. Sie verfügt über ein klassizistisches barockes Äußeres und einen beeindruckend ausgestatteten Rokoko-Innenraum. Das Gotteshaus des Marktes Engelhartszell, der 1194 als Mautstelle erstmals urkundlich erwähnt wurde, liegt in Sichtweite des Klosters Engelszell und hat eine gesonderte Baugeschichte.
Die Stiftskirche beeindruckt durch einen 76 Meter hohen, weit sichtbaren Turm und ist mit sehenswerten Kunstwerken von Johann Georg Üblhör, Joseph Deutschmann und Bartolomeo Altomonte ausgestattet. Der Baubeginn lag während der Zeit des Abtes Leopold Reichl am 9. Juni 1754. Sein Ziel war es, dem Konvent, nach dem verheerenden Brand im Jahre 1699 wieder ein renoviertes Gotteshaus zur Verfügung zu stellen. Wer die Pläne für den Bau zeichnete, ist nicht bekannt. Der Fürstbischof von Passau Graf Leopold Ernst von Firmian erteilte der Kirche am 21. Oktober 1764 die Konsekration.
Während der Bauzeit wurde ein neuer Klosterhof angelegt, um den sich das Refektorium, das Dormitorium und die Klosterbibliothek reihten. Zum Zeitpunkt der Weihe war vermutlich schon ein großer Teil der Inneneinrichtung im Stil des ausklingenden Barock fertig; diese Annahme ergibt sich aus der stilistischen Einordnung der Figuren und den Datierungen auf den Altarblättern. Die Stiftskirche von Engelszell bietet einen harmonischen Gesamteindruck im Stil der Zeit des Rokoko. Möglicherweise hat Abt Leopold Reichl einen der Pläne, die für das Mutterkloster Stift Wilhering gezeichnet wurden, für Engelszell übernommen. Erst 1987, 200 Jahre nach der Klosteraufhebung, wurde die Stiftskirche durch einen Schenkungsvertrag wieder Eigentum der ansässigen Ordensgemeinschaft.

### Außenansicht

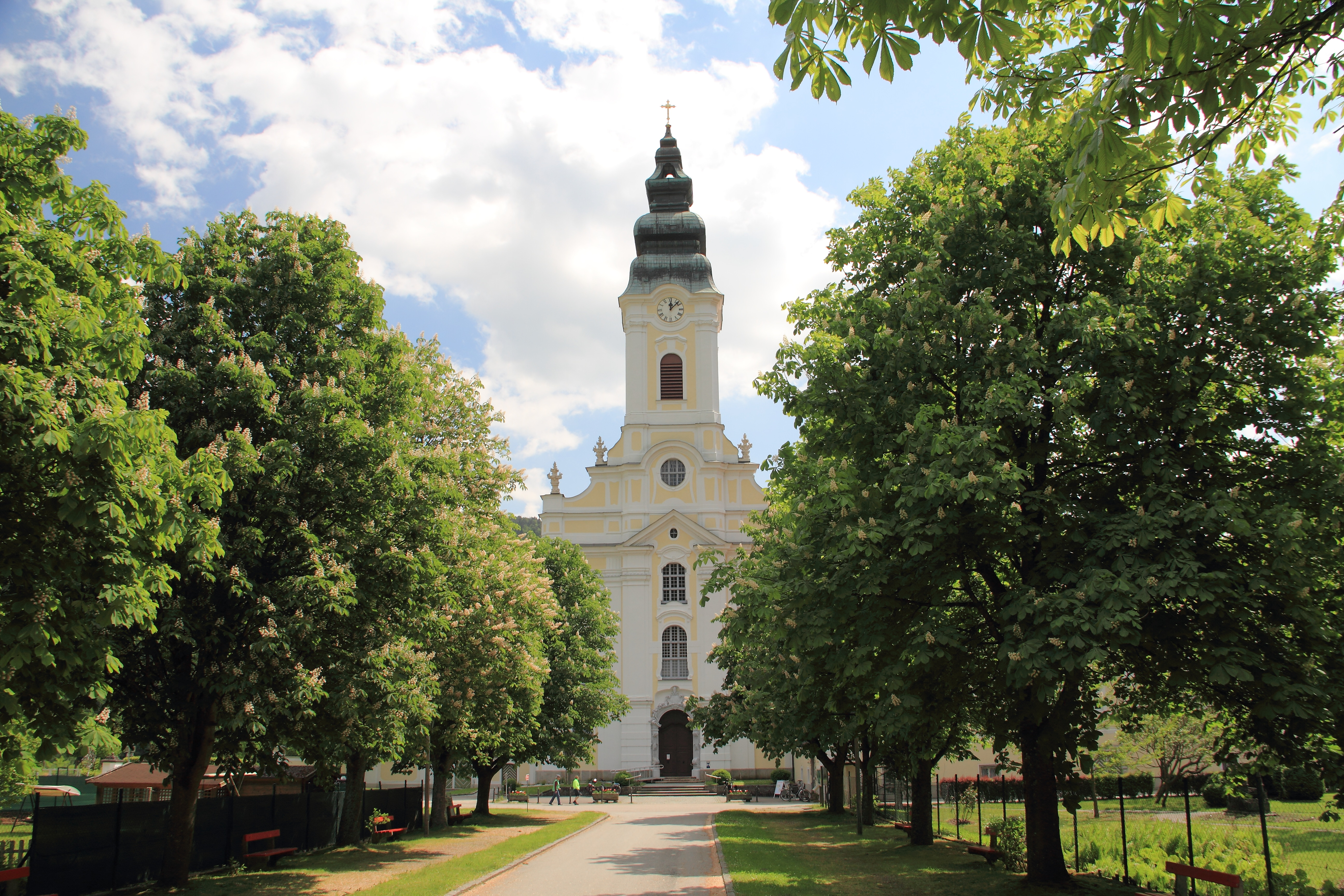
Blick durch die Allee zur Stiftskirche

Von Engelhartszell führt eine Allee auf die hoch aufragende Turmfront des Stiftes Engelszell. Das Kirchengebäude ist mit der Längsseite an das Klostergebäude angelehnt, dessen hell verputzte Mauern durch gelbe Streifen gegliedert wurden, die unten und oben durch ein umlaufendes Band verbunden sind. Der mittlere Abschnitt des Langhauses ist durch Pilaster gegliedert. Die großen Fenster sind glockenförmig. Der Baukörper wird im oberen Teil durch ein Kranzgesims zum Dach hin abgegrenzt. Den Abschluss der Kirche bildet die prächtige Einturmfassade an der Westseite. Das hohe Eingangsportal ist rechts und links von einem gebänderten Sockel begleitet, die Fassade ist durch dorische Pilaster gegliedert, ein Dreiecksgiebel schließt den Portalbereich ab. Die weißen architektonischen Elemente heben sich vom gelben Untergrund ab. Eine Attika leitet vom Unterbau auf die Turmobergeschoße über. Ionische Pilaster legen sich um die Kanten des Glockengeschoßes. Im Gebälk ist eine Uhr eingebaut. Die mit einem Kreuz bekrönte Haube ist mehrfach geschweift und im oberen Teil mehrfach durchbrochen. Das mit 1763 bezeichnete Portal baute der Bildhauer Joseph Deutschmann, es trägt die Initialen des Abtes „Leopoldus Abbas Engelszellae“ (Abt Leopold II. von Engelszell). Das Portal ist reich verziert, mit Putten bestückt und bekrönt mit dem Wappen des Abtes.

### Innenraum

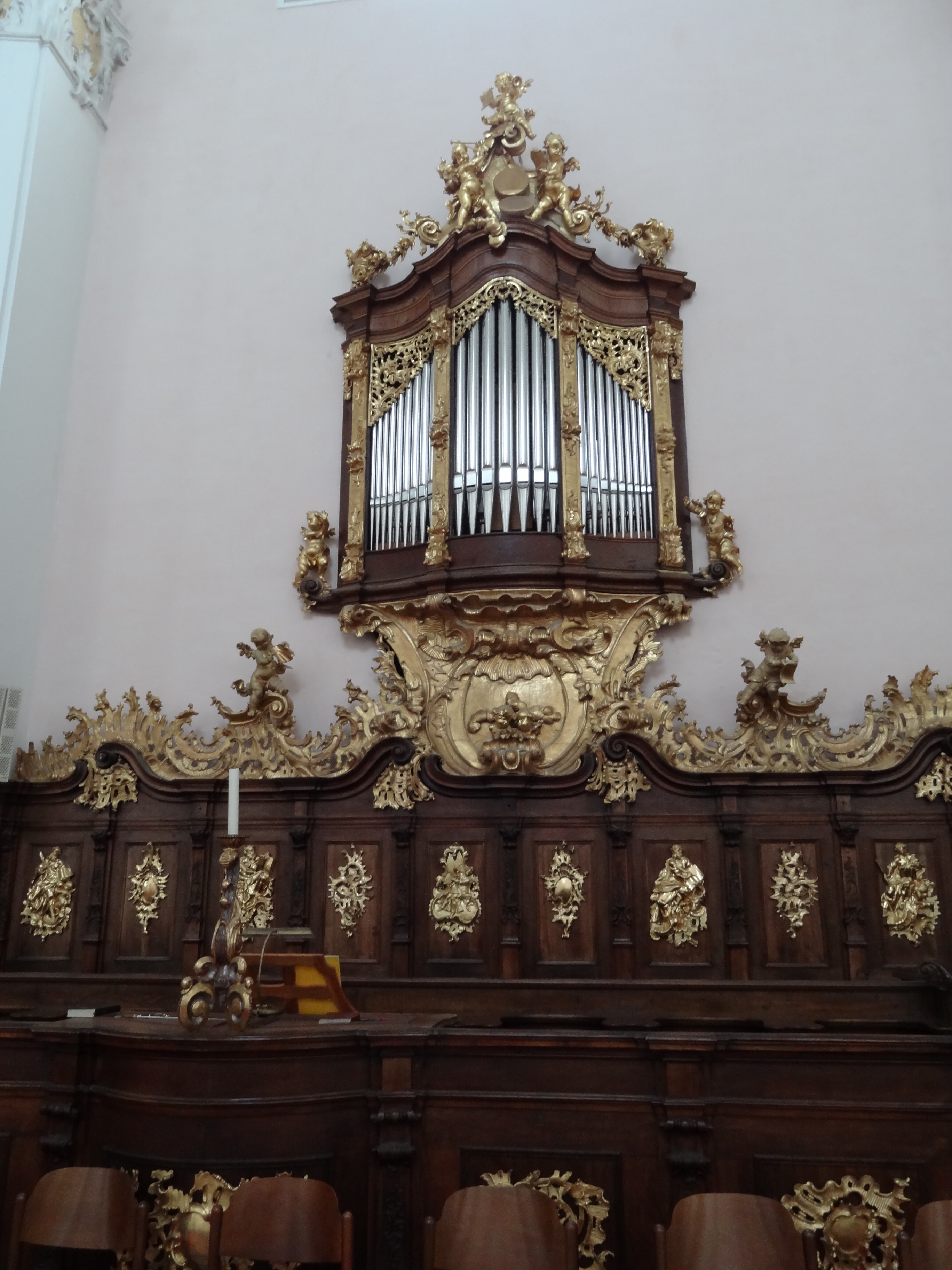
Kleiner Orgelprospekt über dem Chorgestühl

Der Innenraum ist durch das Portal im Stile des Rokoko erschlossen, durch das man zuerst in die Turmvorhalle gelangt, die Anräume besitzt. Das Gitter in der Vorhalle trägt die Jahreszahl 1748. Der querrechteckige Altarraum mit quadratischem Chor schließt mit einer Apsis. Die Altarnischen sind durch hohe Pfeiler mit aufgelegten Pilastern abgeteilt, diese Pfeiler sind typisch für den gesamten Bau. Der Chor macht den Eindruck, er wäre eine Vierung, an die sich ein kleines Querhaus anschließt. Dieser Eindruck wird auch durch das Kuppelgewölbe verstärkt. Das angenommene Querschiff besteht bei näherem Hinsehen aus zwei Nischen, in dem das Chorgestühl steht. Das Langhaus ist in Joche mit Kuppelgewölben unterteilt. Ursprünglich bemalte Bartolomeo Altomonte alle Gewölbe mit Fresken. Von diesen Arbeiten sind nur die Bilder im Altarraum erhalten, sie entstanden um 1760. Das große Bild im Langhaus wurde 1839 wegen eines Gewölbeschadens abgebrochen. Die Decke des Kirchenschiff-Langhauses wurde nach einem Bauschaden ca. 1957 mit einem Gemälde von Fritz Fröhlich aus Linz geschmückt. Das Fresko umfasst etwa 400 m² und ist eines der größten nachbarocken Deckenfresken. Es zeigt Maria, die von einer Schar Engel umgeben ist. Eine gemalte Scheinarchitektur leitet über zu Szenen aus dem alten und neuen Testament. Das Chorgestühl, eine Arbeit von Joseph Deutschmann, das in zwei Reihen steht, ist mit goldgefasstem Muschelwerk und Reliefs beschnitzt. Die geschnitzten Reliefs zeigen Robert von Molesme, Bernhard von Clairvaux, Stephan Harding, die vier Evangelisten sowie die Kirchenväter. In Muschelnischen an den Chorfenstern stehen feingliedrige Jünglingsfiguren der Erzengel Michael, Raphael und Gabriel, geschaffen um 1753 von Deutschmann. Die Ornamentschnitzereien an der Emporenbrüstung im Bereich des Chores sind ebenfalls typisch für die Werkstatt Deutschmann.

### Ausstattung

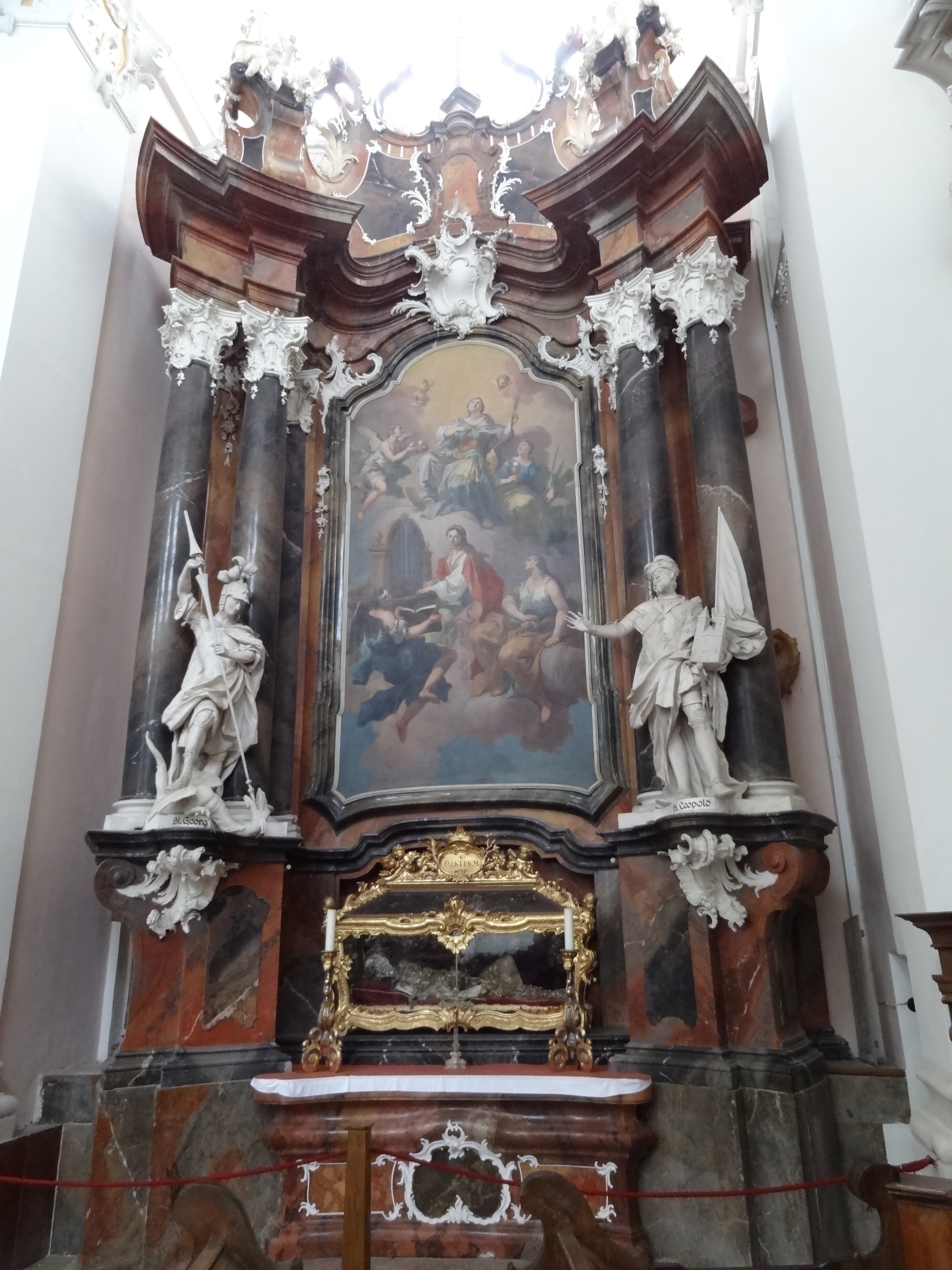
Einer der sechs Seitenaltäre

- Der Hochaltar fügt sich im Aufbau der Rundung der Apsis ein. Die weißen Stuckornamente und die marmorierte Fassung in Rosa und Braun verleihen ihm seine Wirkung. Am Tabernakel wurde Gold verwendet. Der Aufbau mit sechs Säulen erhebt sich über einem hohen Sockel mit Durchgängen an den Seiten. Hohe Fenster lassen zwischen den stuckierten Marmorsäulen Licht in das Innere. Das Gebälk ist geschwungen und passt sich dem Verlauf des Kirchenschiffes an. Der Altarauszug ist reich mit Putten besetzt, in seiner Mitte befindet sich ein rundes Fenster. Der Tabernakel ist mit weißen und goldenen Ornamenten aus Stuck und Putten verziert. Das Lamm der Apokalypse mit dem Buch mit sieben Siegeln bekrönt ihn. Die vier lebensgroßen männlichen Heiligen vor den Säulen stellen nach neuerer Überzeugung die Heiligen Erzbischof Konrad II. von Salzburg, Otto von Freising, Papst Eugen III. und Bischof Reginbert von Passau dar.[11] Johann Übler (1703–1763) fertigte die übrigen Stuckfiguren des Hochaltares an. Bis auf die Figur des Petrus von Tarentaise waren sie wohl bis zu seinem Tod noch nicht vollendet, die unterschiedliche Qualität der Arbeiten weist darauf hin.
- Die sechs Seitenaltäre wurden von den Künstlern, die auch den Hochaltar schufen, gebaut. So bekommt der Innenraum ein einheitliches Bild. Die Altarblätter sind durchgehend datiert, sie stammen aus der Zeit von 1759 bis 1762. Die Altäre sind braun marmoriert und besitzen jeweils einen Aufbau. Die Auszüge mit Voluten sind mit Putti bekrönt.[12]

### Orgel

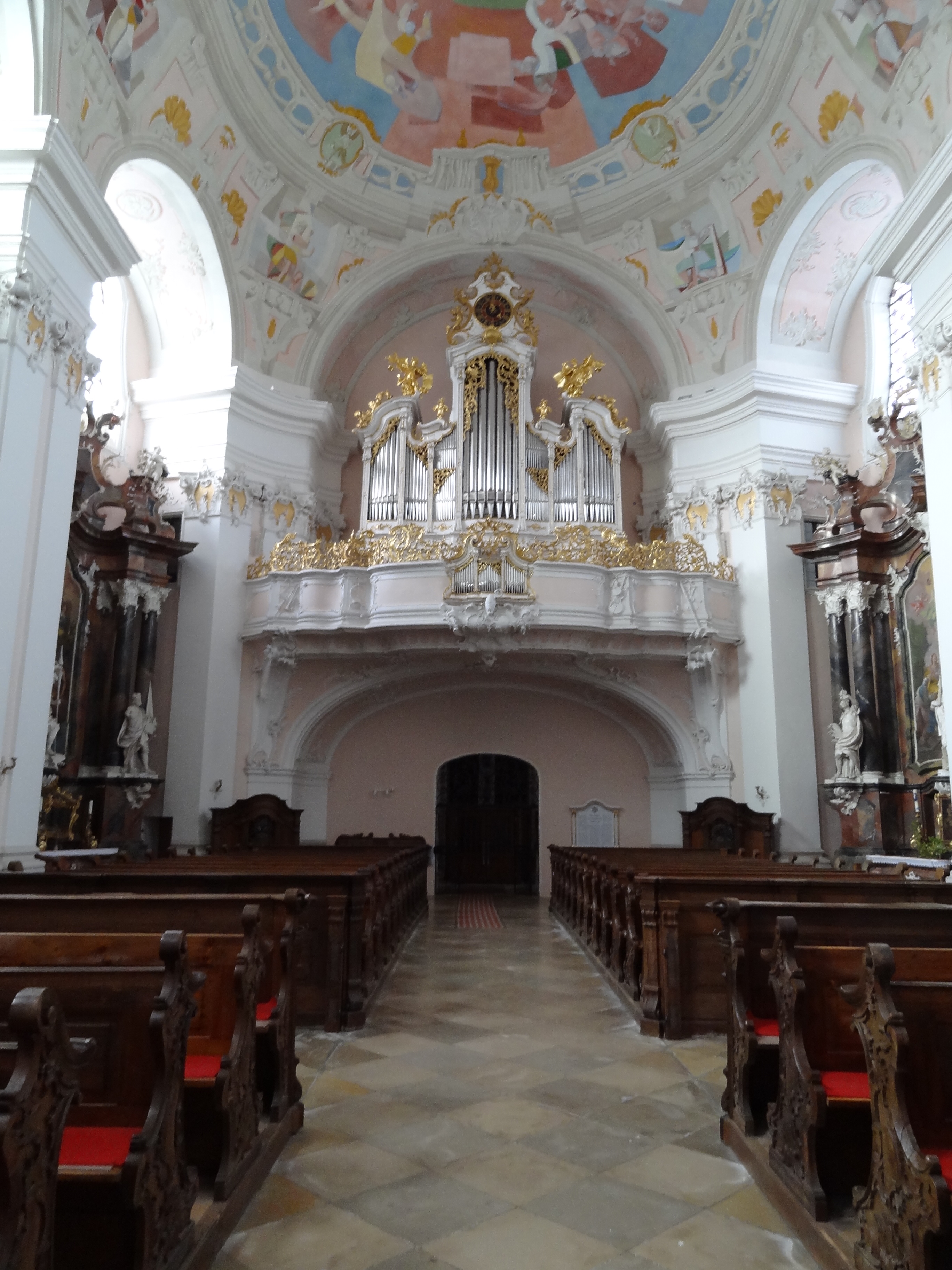
Blick auf die Orgelempore

Die große Orgel war 1768–1770 von Franz Xaver Krismann erbaut worden, der sie aber 1788, nach der Aufhebung des Klosters, ohne Gehäuse in den Alten Dom von Linz transferieren musste. Dort wurde sie in ein neues Gehäuse eingebaut und später unter Anleitung Anton Bruckners, der sie 1855–1868 als Organist des Alten Domes spielte, durch die Orgelwerkstätte Breinbauer umgebaut. In das leerstehende Gehäuse in Engelszell stellte Johann Lachmayr 1892 ein Instrument mit 15 Registern, das aber dem Erscheinungsbild des großen Gehäuses nicht entsprach bzw. generell zu klein war. 1996 wurde die Lachmayr-Orgel ausgebaut und in die Pfarrkirche von Rauris gebracht, wo sie im Hans-Mauracher-Orgelgehäuse, das einmal in der Salzburger Ursulinenkirche gestanden war, eingebaut wurde. Für Engelszell wurde eine Kögler-Orgel mit 1640 Pfeifen angeschafft, die 28 Register auf zwei Manualen und Pedal hat.
| Hauptwerk C–           |       |
| Principal              | 8′    |
| Flauto commune         | 8′    |
| Viola di Gamba         | 8′    |
| Voce umana             | 8′    |
| Ottava                 | 4′    |
| Flauto di ottava       | 4′    |
| Flauto di duodecima    | 2 ⁄3′ |
| Quintadecima           | 2′    |
| Flauto in quintadecima | 2′    |
| Flauto in decimanona   | 1 ⁄3′ |
| Cornetta soprana       | 3′    |
| Ripieno IV             |       |
| Ripieno III            |       |
| Trombocini             | 8′    |

| Brüstungspositiv C– |    |
| Copl                | 8′ |
| Principalino        | 4′ |
| Flautino            | 4′ |
| Ottava              | 2′ |
| Ripieno II          |    |
| Trombocini          | 8′ |
| Kanaltremulant      |    |

| Pedalwerk C–           |        |
| Contrabassi principale | 16′    |
| Bordoni                | 16′    |
| Ottava                 | 8′     |
| Quinta                 | 5 1⁄3′ |
| Ottava                 | 4′     |
| Ripieno V              |        |
| Bombardoni             | 16′    |
| Tromboni               | 8′     |

- Koppeln: II/I, I/P, II/P

## Gegenwart

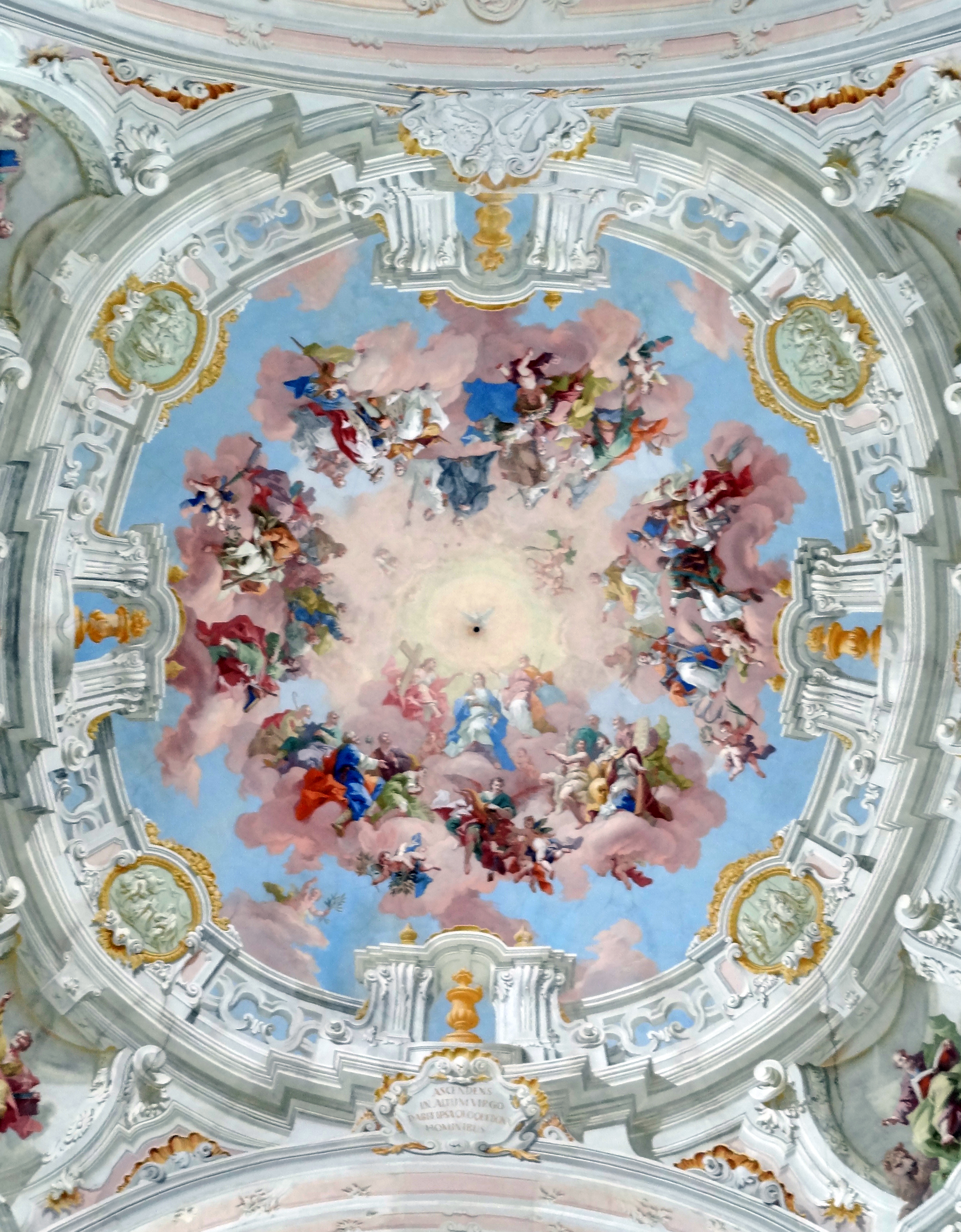
Deckenfresko

Seit 2017 stand Superior ad nutum Hubert Bony, Mönch der Abtei Oelenberg, der Klostergemeinschaft von 5 Mönchen vor, davon einem Kandidaten und einem Mönch mit zeitlichen Gelübden. Im April 2023 visitierte Generalabt Bernardus Peeters das Kloster, er beschloss die Auflösung der Abtei, die er in einem Brief vom 10. Mai 2023 an Bischof Manfred Scheuer und Erzabt Korbinian Birnbacher veröffentlichte.
Eine wesentliche Rolle für die wirtschaftliche Existenz der Abtei spielte der Tourismus und der damit verbundene Verkauf von klostereigenen Produkten, wie Klosterliköre. Seit 2012 produziert das Stift auch ein Trappistenbier. Weltweit existieren neben Stift Engelszell elf weitere Trappistenbrauereien: Westmalle, Achel, Chimay, Orval, Zundert, Spencer, Tre Fontane, Mount St Bernard, Rochefort und Westvleteren in Belgien; sowie La Trappe in den Niederlanden. Künftig werden es noch acht sein. Das Rezept für den Magenbitter erfand ein Apotheker aus der Schweiz, es wird als Geheimnis gehütet und im Klosterarchiv aufbewahrt. Die Grundlage bilden 42 Kräuter, Gewürze und Wurzeln wie Bitterklee, Johanniskraut und Galgant. Insgesamt entwickelten die Brüder zwölf verschiedene Liköre. Seit 1. Juli 2025 haben Martin und Elisabeth Paminger als neue Betreiber Brauerei, Likörerzeugung und Gaststätte mit Klosterladen gepachtet. Ab Oktober 2025 ist die Diözese Linz Eigentümer des gesamten Klosterareals, das zu einem Großteil bereits von der Caritas genutzt wird. Bruder Reinhard Moshammer OCSO bleibt als letzter Mönch und Leiter der Likörerzeugung weiter vor Ort. Die Pfarrgemeinde heißt seit 1. Jänner 2025 Engelszell-Peuerbach.

### Stiftsgarten
Der Engelszeller Stiftsgarten dient als Ort zur Therapie für die Patienten des Pflegeheimes, ist aber auch Besuchern offen. Er ist der Meditation förderlich und erhält die Pflanzenvielfalt der Region. Der Garten umfasst folgende Bereiche:
- Alte Weinsorten

Hier werden alte Rebsorten aus der Region angepflanzt und erhalten. Sie stammen schwerpunktmäßig aus Sigharting, Schardenberg, Pyrawang, Engelhartszell und Oberranna. Die Namen dieser Sorten sind zum großen Teil in Vergessenheit geraten.
- Der Zweiundvierzig-Kräuter-Garten

Die Anlage von Kräutergärten hat in Klöstern große Tradition. Sie dienten der Heilkunde und der Herstellung von Spirituosen. Viele der hier angebauten Kräuter sind Bestandteil der produzierten Liköre. Der Garten ist nach barockem Vorbild angelegt und berücksichtigt in der Wirkungsweise der Kräuter die speziellen Körperfunktionen.
- Der Meditationsgarten mit Labyrinth

Dieser Gartenteil befindet sich auf der Klosterwiese, er ist im Stil eines klassischen Labyrinths angelegt, das aus der Kretischen Urform entstand und christliche Symbole aufnahm. Die Kreuzform im Zentrum steht als Sinnbild für die christlichen Werte. Die Wandelgänge sind mit Flusssteinen eingefasst, Ruhe und Verinnerlichung sollen gefunden werden und danach die Weltoffenheit fördern.
- Alte Obstbaumsorten

In diesem Schaugarten werden regionale, alte und vom Aussterben bedrohte Obstsorten, wie Birnen, Äpfel, Kirschen und Zwetschgen angepflanzt. Ziel ist es, diese Sorten zu erhalten und deren Nutzen zu vermitteln.
- Der Wasser-Sinnesweg

Im Bereich der Mini-Donau wurde dieser Bach nach den Lehren des Hydrotherapeuthen Sebastian Kneipp angelegt. Die dort wachsenden Wasserpflanzen sind typisch für die Region.
- Der Garten der verwirrten Sinne

Dieser Teil der Anlage ist nicht öffentlich zugängig. Er wurde für die Patienten der Caritas-Einrichtung invita angelegt, die hier therapiert werden.

### Bienenstand
Der klostereigene Bienenstand – nach dem lateinischen Namen Engelszells „Cella Angelorum“ benannt – greift eine alte klösterliche Tradition auf. Zur Produktion von Bienenwachskerzen, die für die Liturgie unerlässlich waren, hielten die Mönche seit jeher Bienenvölker, aber auch, um Honig zu gewinnen. Die Bienenstöcke werden im Hochland nach alter Tradition gehalten.

## Höhere Obere
- Gregor Eisvogel, 1925–1931 Titularprior, 1931–1950 Abt
- Franziskus Hien, 1950–1951 Superior ad nutum
- Basile Sartorio, 1951 Sup. intérimaire
- Bonaventura Diamant, 1951–1952 Superior ad nutum
- Benno Stumpf, 1952–1953 Superior ad nutum, 1953–1966 Abt
- Willibald Knoll, 1966–1983 Abt
- Klaus Jansen, 1982–1983 Apostol. Administrator, 1983–1989 Abt
- Nivard Volkmer, 1989–1991 Superior ad nutum
- Marianus Hauseder, 1991–2012 Abt, 2012–2017 Superior ad nutum
- Hubert Bony, 2017–2023 Superior ad nutum[17]
- Samuel Lauras (Abt von Nový Dvůr), ab Mai 2023 monastischer Kommissar

## Trappisten von Engelszell – Opfer des NS-Regimes
- Makarius Spitzig (1887–1957), zunächst Missionsbenediktiner von St. Ottilien. 1921 in München zum Priester geweiht, trat er 1. September 1931 als Choroblate in Engelszell ein. Im Zuge staatlicher Repressionen gegen das Stift Engelszell wurde Spitzig am 27. Juli 1939 verhaftet und in den Gefängnissen von Linz und Ried inhaftiert. 1941 wurde er ins KZ Dachau gebracht, wo am 8. September 1942 eine „Versuchsreihe“ mit Malaria-Erregern an ihm begann. Als gelernter Kunsttischler fertigte Spitzig im KZ Dachau unter anderem den Bischofsstab mit dem Wappen von Bischof Gabriel Piguet von Clermont an, der bei der heimlichen Priesterweihe des Diakons Karl Leisner am 17. Dezember 1944 verwendet wurde. Er verstarb am 7. Januar 1957 in Linz an den Folgen der oben genannten Malariaversuche.
- Im KZ Dachau umgekommen sind die Laienbrüder von Engelszell, Br. Aelred Haselböck († 1940), Br. Pachomius (Peter) Schäfer († 3. Januar 1941) und Br. Severinus Laudenberg († 1942). P. Gottfried (Johann) Becker, erlitt am 7. Oktober 1942 im KZ Dachau den Hungertod.[18]